# 奴芬克索
奴芬克索（INN：nufenoxole；开发代号：SC-27166）是一种止泻药，作为外周选择性阿片受体激动剂，作用方式与洛哌丁胺类似。虽然它能够激活μ-阿片受体，但它无法穿过血脑屏障，因此具有选择性的抗腹泻作用，而不产生镇痛作用。